# Гридіно (Парфінський район)
Гридіно (рос. Гридино) — присілок в Парфінському районі Новгородської області Російської Федерації.
Населення становить 0 осіб. Входить до складу муніципального утворення Федорковське сільське поселення.

## Історія
Від 2004 року входить до складу муніципального утворення Федорковське сільське поселення.

## Населення
| 2010 |
| ---- |
| 0    |